# بيرمورد (بهمئي غرمسيري الشمالي)
بیرمورد (بالفارسية: پیرمورد) هي قرية تقع في إيران في قسم بهمئي غرمسیري الشمالي الريفي. يقدر عدد سكانها بـ 35 نسمة .